# エミリー、パリへ行く
『エミリー、パリへ行く』（原題: Emily in Paris、エミリー・イン・パリス）は、2020年に配信されたアメリカ合衆国のテレビドラマシリーズ。シカゴからパリに移住したエミリーの生活を描くコメディドラマ。原作・制作はダーレン・スター、出演はリリー・コリンズ、フィリピーヌ・ルロワ＝ボリュー、アシュリー・パークなど。2020年10月2日にNetflixオリジナル作品として全世界へ配信された。

## あらすじ
アメリカ・シカゴのマーケティング会社「ギルバート・グループ」で働いていたエミリー・クーパー。新たに子会社となったフランス・パリの老舗マーケティング会社「サヴォワール」での勤務を任され、夢のパリ生活を開始する。アメリカとフランスの文化の違いに戸惑いながらも、仕事、友情、恋愛に奮闘する。

## 登場人物

### 主要人物
エミリー・クーパー
演 - リリー・コリンズ / 日本語吹替 - 清水理沙
本作の主人公。29歳のアメリカ人インスタグラマー。マーケティング会社「サヴォワール」のSNS戦略の臨時雇用のためにシカゴからパリへ引っ越してきた。
ミンディー・チェン
演 - アシュリー・パーク / 日本語吹替 - 劉セイラ
エミリーのパリでの最初の友人。韓国系中国人で、実家は上海の大企業だが疎遠になっている。歌手を夢見ているものの、現在はパリで身を潜めながら乳母として働いている。
ガブリエル
演 - リュカ・ブラヴォー / 日本語吹替 - 綱島郷太郎
エミリーの家の一つ下の階に住む男性。カミーユの恋人で、レストラン「シェ・ラヴォー」の料理長。ノルマンディー出身。エミリーと恋人関係になる。
カミーユ・ラリス
演 - カミーユ・ラザ / 日本語吹替 - 池澤春菜
エミリーの友人で、ガブリエルの恋人。アートギャラリーに勤務。シャンパーニュ出身。実家はフランス貴族で、シャンパンワイナリーを経営している。
アルフィー
演 - ルシアン・ラヴィスカウント/ 日本語吹替 - 中島ヨシキ
エミリーのフランス語教室のクラスメイトで、ロンドン出身の銀行家。エミリーと恋人関係になる。
マルチェロ・ムラトーリ
演 - エウジェニオ・フランチェスキーニ/ 日本語吹替 - 増田俊樹
ニコラスの友人。ソリターノ出身。実家はイタリアのカシミヤブランド。エミリーと恋人関係になる。

### サヴォワール
エミリーが働くことになるパリのマーケティング会社。シカゴの「ギルバート・グループ」に売却された。後に「ギルバート・グループ」から独立して「アジャンス・グラトー」と改める。
シルヴィー・グラトー
演 - フィリピーヌ・ルロワ＝ボリュー / 日本語吹替 - 五十嵐麗
エミリーのパリでの上司。「サヴォワール」のCMO。サントロペ出身。
ジュリアン・ジメ
演 - サミュエル・アーノルド / 日本語吹替 - 勝杏里
エミリーの同僚。
リュック
演 - ブリュノ・グエリ
エミリーの同僚。
ジェネヴィーヴ
演 - タリア・ベッソン
ローランの娘で、シルヴィーの働きかけで「アジャンス・グラトー」に就職する。ニューヨーク出身。
ポール・ブロサール
演 - アルノー・ヴィアール
「サヴォワール」の元オーナー。
マデリン・ウィーラー
演 - ケイト・ウォルシュ / 日本語吹替 - ちふゆ
エミリーのシカゴでの上司。「ギルバート・グループ」に勤務。妊娠のためにパリでの仕事を引き受けられなくなった。

### サヴォワールの顧客
アントワーヌ・ランベール
演 - ウィリアム・アバディー / 日本語吹替 - 速水奨
香水会社「メゾン・ラヴォー」のオーナーで、長年シルヴィーと不倫関係にある。
カトリーヌ・ランベール
演 - チャーリー・フーケ
アントワーヌの妻。
ピエール・キャドウ
演 - ジャン＝クリストフ・ブヴェ
ファッションデザイナーで、ファションブランド「ピエール・キャドウ」のオーナー。
マチュー・キャドウ
演 - チャールズ・マーティン
ピエールの甥で、「ピエール・キャドウ」のオートクチュールラインの責任者。エミリーと親密な関係になる。
グレゴリー・エリオット・デュプリー
演 - ジェレミー・O・ハリス
ファッションデザイナー。ピエールの元弟子で、現在は敵対している。
ローラン・グラトー
演 - アルノー・ビナール
セルヴィーの夫で、サントロペのビーチクラブ「ローラン・G」のオーナー。
ニコラス・ド・レオン
演 - ポール・フォーマン
コングロマリット「JVMA」の役員。ミンディーのスイスの寄宿学校時代の友人で、恋人関係になる。
ルイス・ド・レオン
演 - ピエール・デニ
ニコラスの父で、コングロマリット「JVMA」のオーナー。
アントニア・ムラトーリ
演 - アンナ・ガリエナ
マルチェッロの母で、イタリアのカシミヤブランド「ウンベルト・ムラトーリ」のオーナー。
ジェラール・ラリス
演 - クリストフ・ガイベ
カミーユの父。シャンパンワイナリー「ル・ドメーヌ・ド・ラリス」のオーナー。
ルイーズ・ラリス
演 - カミーユ・ジャピ
カミーユの母。
テオ・ラリス
演 - デイビット・プラット
カミーユの弟。
ティモテ・ラリス
演 - ヴィクトール・ムトレ
カミーユの弟。17歳。エミリーと親密な関係になる。
リー
演 - エリザベス・タン
ミンディーの幼馴染で、スキンケアブランド「ケディアンス」のオーナー。上海出身。

### その他
エリック・デ・グロート
演 - ソレン・ブレゲンダル
写真家。セルヴィーと不倫関係になる。
ソフィア・シデリス
演 - メリア・クライリング
アテネ出身の芸術家。カミーユと恋人関係になる。
ブノワ
演 - ケビン・ディーアス
ミンディーのバンドのギタリスト。ミンディーと恋人関係になる。
エティエンヌ
演 - ジン・ザン・マオ
ミンディーのバンドのキーボーディスト。上海出身。
ジジ
演 - クリスティーヌ・ピグネット
ガブリエルの祖母。
エロイーズ
演 - リリアン・ロヴェール
シルヴィーの母。
マリアンヌ
演 - ローレンス・ゴルメザーノ
リュックの元恋人で、元ミシュラン調査員。
ダグ
演 - ロー・ハートラムフ
エミリーの元恋人。シカゴ在住。
トマ
演 - ジュリアン・フロレアンシグ
パリ出身の記号学教授。エミリーと親密な関係になる。

## エピソード
| シーズン | シーズン | 話数 | 話数          | 放送期間       | 放送期間       |
| -------- | -------- | ---- | ------------- | -------------- | -------------- |
|          | 1        | 10   | 10            | 2020年10月2日  | 2020年10月2日  |
|          | 2        | 10   | 10            | 2021年12月22日 | 2021年12月22日 |
|          | 3        | 10   | 10            | 2022年12月21日 | 2022年12月21日 |
|          | 4        | 10   | 5             | 2024年8月15日  | 2024年8月15日  |
| 5        | 4        | 10   | 2024年9月12日 | 2024年9月12日  |                |

＊各シーズン全話一斉配信

## 製作
2018年9月5日、パラマウント・ネットワークが本作の製作を発表した。2020年7月13日、本作がパラマウント・ネットワークからNetflixに移行することが報じられた。シーズン1の撮影は、パリ市内とその近郊で2019年8月に開始された。2019年11月にはシカゴで追加撮影が行われた。

## 批評
本作は批評集積サイトのRotten Tomatoesに21件のレビューがあり、批評家支持率は76%、平均点は10点満点で5.1点となっている。また、Metacriticには10件のレビューがあり、加重平均値は66/100となっている。